# Llista d'espècies de paratropídids
A continuació trobareu la llista d'espècies de paratropídids amb la informació actualitzada fins a l'1 de setembre de 2003. Els paratropídids (Paratropididae) són una família d'aranyes migalomorfs americanes, descrita per Eugène Simon l'any 1889; té molt pocs representants coneguts, ja que està formada per 4 gèneres i 8 espècies, que es detallen a continuació.

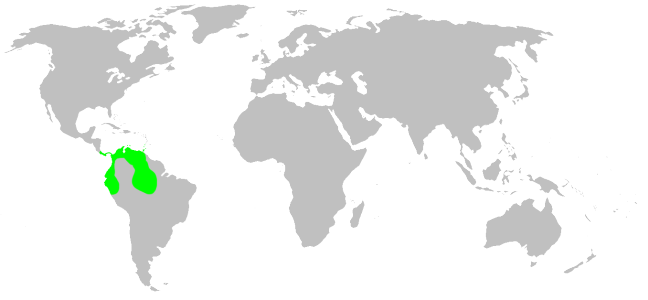
Distribució dels paratropídids

## Gèneres i espècies

### Anisaspis
Anisaspis Simon, 1891
- Anisaspis tuberculata Simon, 1891 (St. Vincent)

### Anisaspoides
Anisaspoides F. O. P.-Cambridge, 1896
- Anisaspoides gigantea F. O. P.-Cambridge, 1896 (Brasil)

### Melloina
Melloina Brignoli, 1985
- Melloina gracilis (Schenkel, 1953) (Veneçuela)
- Melloina rickwesti Raven, 1999 (Panamà)

### Paratropis
Paratropis Simon, 1889
- Paratropis papilligera F. O. P.-Cambridge, 1896 (Brasil)
- Paratropis sanguinea Mello-Leitão, 1923 (Brasil)
- Paratropis scruposa Simon, 1889 (Perú)
- Paratropis seminermis Caporiacco, 1955 (Veneçuela)